# Викснинская волость
Викснинская волость или Виксненская волость (латыш. Vīksnas pagasts) — одна из 19 волостей Балвского края в Латвии. Волостной центр — село Виксна (бывшая Николаева).
На начало 2015 года население волости составляло 611 постоянных жителей.